# Wspólnota administracyjna Dornstadt
Wspólnota administracyjna Dornstadt – wspólnota administracyjna (niem. Vereinbarte Verwaltungsgemeinschaft) w Niemczech, w kraju związkowym Badenia-Wirtembergia, w rejencji Tybinga, w regionie Donau-Iller, w powiecie Alb-Donau. Siedziba wspólnoty znajduje się w miejscowości Dornstadt.
Wspólnota administracyjna zrzesza trzy gminy wiejskie:
- Beimerstetten, 2 526 mieszkańców, 14,33 km²
- Dornstadt, 8 408 mieszkańców, 59,24 km²
- Westerstetten, 2 203 mieszkańców, 13,09 km²